# Chip ’n Dale Rescue Rangers: The Adventures in Nimnul’s Castle
Chip ’n Dale Rescue Rangers: The Adventures in Nimnul’s Castle (на загрузочном экране подзаголовок игры — The Adventures in Nimnul’s Castle) — видеоигра в жанре экшн 1990 года для MS-DOS, разработанная компанией Riedel Software Productions и изданная Disney Computer Software и Hi Tech Expressions. Основана на мультсериале «Чип и Дейл спешат на помощь» 1989 года.

## Геймплей
The Adventures in Nimnul’s Castle представляет собой игру в жанре экшн, в которой игроку предстоит пройти 9 уровней за Чипа и Дейла, преодолевая различных врагов и препятствия. Каждый уровень разворачивается в одном из трёх мест: за пределами замка, на ступенях замка и внутри самого замка, при этом в зависимости от выбранного уровня варьируются цели. К примеру, игроку необходимо либо избегать всех врагов при перемещении по экрану, либо собирать предметы, такие как винты. Игрок получает очки за каждое успешно выполненное задание и имеет три попытки на прохождение игры. Небольшие кат-сцены появляются в начале и в заключении игры, а также после определённых уровней.

## Сюжет
Спасатели отправляются на спасение своего товарища Рокфора, который попал в мышеловку в замке профессора Нортона Нимнула. Чтобы осуществить задуманное, бурундуки Чип и Дейл проникают в обитель сумасшедшего учёного, сталкиваясь с его механическими сторожевыми собаками. Им предстоит собрать детали, необходимые Гайке для конструирования летательного аппарата, чтобы спасти Рокфора.

## Критика
В 2009 году GamesRadar включил игру в свой список «игр Диснея, о существовании которых вы забыли». Обозреватель сравнил её с DuckTales: The Quest for Gold 1990 года, раскритиковав непримечательный сюжет и графику, а также тот факт, что персонажи сливаются с фоном.